# Parachute (album)
Pour les articles homonymes, voir Parachute (homonymie).
Albums de The Pretty Things
S.F. Sorrow
(1968) Freeway Madness
(1972)
Parachute est le cinquième album studio du groupe de rock anglais The Pretty Things, sorti en 1970.
Frustrés par leur incapacité à percer, les membres du groupe se séparent l'année suivante.

## Caractéristiques artistiques

### Paroles et musique
La première face de l'album est bâtie sur de très courtes chansons (les cinq premières ne dépassent pas les 2 minutes), dont certaines s'imbriquent les unes aux autres comme de petites suites (The Good Mister Square — She Was Tall, She Was High, le segment In the Square — The Letter — Rain).
Entre analyse de la vie urbaine (Scene One et son rythme très jamesbondien, Cries from the Midnight Circus qui est une sorte de Walk on the Wild Side avant l'heure) et retour à la vie naturelle (Grass), l'album est assez hétéroclite. On y sent une sorte de testament des Pretty Things (What's the Use), et un melting-pot de diverses influences (She Was Tall, She Was High ressemble aux Beatles, Sickle Clowns aux Rolling Stones, Miss Fay Regrets aux Who, Parachute et The Letter à Crosby, Stills & Nash).

### Pochette
Œuvre du studio Hipgnosis, la pochette représente une route isolée prise en perspective, avec une immense tulipe sur sa droite, un immeuble sur sa gauche (dos de la pochette) et une sorte de poupée/petite fille au milieu, en négatif. Rouge-orangée, criarde, cette pochette n'a pas aidé le disque à se vendre correctement.

## Titres
Toutes les chansons sont de Phil May et Wally Waller, sauf indication contraire.

### Face 1
1. Scene One – 1:50
2. The Good Mister Square – 1:26
3. She Was Tall, She Was High – 1:35
4. In the Square – 1:55
5. The Letter – 1:38
6. Rain – 2:28
7. Miss Fay Regrets – 3:27
8. Cries from the Midnight Circus – 6:28

### Face 2
1. Grass – 4:20
2. Sickle Clowns – 6:36
3. She's a Lover – 3:32
4. What's the Use – 1:45
5. Parachute (Smith, May) – 3:52

### Titres bonus
L'album a été réédité chez Snapper en 2000, puis chez Repertoire en 2002, avec six titres bonus :
1. Blue Serge Blues (May, Povey, Waller) – 3:54
2. October 26 – 4:56
3. Cold Stone (May, Tolson, Waller) – 3:11
4. Stone-Hearted Mama – 3:29
5. Summer Time (May, Tolson, Waller) – 4:28
6. Circus Mind – 2:00

### Réédition40eanniversaire
En septembre 2010, Snapper a publié une réédition de Parachute en deux CD. Le premier CD reprend les treize titres de l'album original. Le deuxième comprend les six titres bonus de la réédition de 2000, plus sept titres de l'album original, réenregistrés en acoustique par Phil May et Wally Waller :
1. Scene One
2. In the Square / The Letter / Rain
3. Cries From the Midnight Circus
4. Grass
5. Sickle Clowns
6. She's a Lover
7. What's the Use

## Crédits

### The Pretty Things
- Skip Alan : batterie, chœurs
- Phil May : chant, basse, guitare, chœurs
- John Povey : claviers, percussions, chœurs
- Vic Unitt : guitare
- Wally Waller : basse, chœurs, chant (2, 3, 6, 10, 15, 17)

### Production
- Norman Smith : producteur
- Tony Clark : ingénieur du son
- Nick Webb : ingénieur assistant
- Hipgnosis : pochette, photographies
- Mark St. John : remastering
- Andy Pearce : remastering